# Oulad Aamer
Oulad Aamer  (in arabo أولاد عامر‎?) è un centro abitato e comune rurale del Marocco situato nella provincia di El Kelâat Es-Sraghna, regione di Marrakech-Safi. Conta una popolazione di 7 015 abitanti (censimento 2014).